# Gitt Magrini
Gitt Magrini, nome d'arte di Rosa Chiari Solari (Zoagli, 3 ottobre 1914 – Roma, 10 luglio 1977), è stata una costumista italiana nonché attrice.

## Biografia
Nel 1961 ha un piccolo ruolo nel film di Michelangelo Antonioni La notte – dove è la signora Gherardini – e viene incaricata della realizzazione dei costumi per i successivi film diretti dal regista ferrarese, L'eclisse e Deserto rosso. Lavorò con i più importanti registi della Nouvelle vague francese, tra i quali Louis Malle, Jean-Luc Godard e François Truffaut e alcuni cineasti italiani, tra i quali Bernardo Bertolucci, Marco Ferreri, Mario Monicelli ed Emidio Greco. Come attrice recitò in altre quattro pellicole.

## Filmografia

### Costumista
- L'eclisse, regia di Michelangelo Antonioni (1962)
- Fuoco fatuo (Le Feu follet), regia di Louis Malle (1963)
- Deserto rosso, regia di Michelangelo Antonioni (1964)
- Maigret a Pigalle, regia di Mario Landi (1966)
- Due o tre cose che so di lei (Deux ou trois choses que je sais d'elle), regia di Jean-Luc Godard (1967)
- Lamiel, regia di Jean Aurel (1967)
- Suzanne Simonin, la religiosa (Suzanne Simonin, la Religieuse de Diderot), regia di Jacques Rivette (1967)
- La meravigliosa amante di Adolphe (Adolphe, ou l'âge tendre), regia di Bernard Toublanc-Michel (1968)
- Manon 70, regia di Jean Aurel (1968)
- Le Petit Bougnat, regia di Bernard Toublanc-Michel (1970)
- Il ragazzo selvaggio (L'Enfant sauvage), regia di François Truffaut (1970) – anche attrice
- L'orso e la bambola (L'Ours et la Poupée), regia di Michel Deville (1970)
- Il conformista (Le Conformiste), regia di Bernardo Bertolucci (1970)
- La favolosa storia di Pelle d'Asino (Peau d'âne), regia di Jacques Demy (1970)
- OSS 117 prend des vacances, regia di Pierre Kalfon (1970) – solo scenografia
- Tempo d'amore (Ça n'arrive qu'aux autres), regia di Nadine Trintignant (1971) – anche scenografia
- La corta notte delle bambole di vetro, regia di Aldo Lado (1971)
- Le due inglesi (Les Deux Anglaises et le Continent), regia di François Truffaut (1971)
- Le notti boccaccesche di un libertino e di una candida prostituta (Raphaël ou le Débauché), regia di Michel Deville (1971)
- Ultimo tango a Parigi, regia di Bernardo Bertolucci (1972) – anche attrice
- La cagna, regia di Marco Ferreri (1972)
- Colpiscono senza pietà (Pulp), regia di Mike Hodges (1972)
- Vivre ensemble, regia di Anna Karina (1973)
- Niente di grave, suo marito è incinto (L'Événement le plus important depuis que l'homme a marché sur la Lune), regia di Jacques Demy (1973)
- La grande abbuffata, regia di Marco Ferreri (1973)
- Pel di carota (Poil de carotte), regia di Henri Graziani (1973)
- L'invenzione di Morel, regia di Emidio Greco (1974)
- Caro Michele, regia di Mario Monicelli (1976)
- Scandalo, regia di Salvatore Samperi (1976)
- L'Agnese va a morire, regia di Giuliano Montaldo (1976)
- Novecento, regia di Bernardo Bertolucci (1976)
- L'ultima donna, regia di Marco Ferreri (1976)
- La bandera - Marcia o muori (Il était une fois la Légion), regia di Dick Richards (1977) – solo per Catherine Deneuve
- Un borghese piccolo piccolo, regia di Mario Monicelli (1977)

### Attrice
- La notte, regia di Michelangelo Antonioni (1961)
- I 4 tassisti, regia di Giorgio Bianchi (1963)
- Confetti al pepe (Dragées au poivre), regia di Jacques Baratier (1963)
- Ultimo tango a Parigi, regia di Bernardo Bertolucci (1972)